# اریل ماسناگیل
اریل ماسناگیل (انگلیسی: Ariel Massengale؛ زادهٔ ۱۰ ژوئن ۱۹۹۳) بازیکن بسکتبال اهل ایالات متحده آمریکا است.
وی در مسابقات کشوری و بین‌المللی در مجموع برندهٔ ۴ مدال طلا شده‌است.